# Buffy, spaima vampirilor (lista episoadelor)
Aceasta este o listă completă a episoadelor serialului de televiziune Buffy, spaima vampirilor.

## Lista episoadelor

### Sezonul 1: 1997
| Număr | Titlu                                               | Regizor              | Scriitor                        | Data de difuzare |
| ----- | --------------------------------------------------- | -------------------- | ------------------------------- | ---------------- |
| 1     | "Bun venit la Hellmouth"                            | Charles Martin Smith | Joss Whedon                     | 10 martie 1997   |
| 2     | "Recolta"                                           | John T. Kretchmer    | Joss Whedon                     | 10 martie 1997   |
| 3     | "Vrăjitoarea"                                       | Stephen Cragg        | Dana Reston                     | 17 martie 1997   |
| 4     | "Preferatul profesoarei"                            | Bruce Seth Green     | David Greenwalt                 | 24 martie 1997   |
| 5     | "Niciodată să nu ucizi un băiat la prima întâlnire" | David Semel          | Rob Des Hotel & Dean Batali     | 31 martie 1997   |
| 6     | "Haita"                                             | Bruce Seth Green     | Matt Kiene & Joe Reinkemeyer    | 7 aprilie 1997   |
| 7     | "Angel"                                             | Scott Brazil         | David Greenwalt                 | 14 aprilie 1997  |
| 8     | "Eu, Robot... Tu, Jane"                             | Stephen Posey        | Ashley Gable & Thomas A. Swyden | 28 aprilie 1997  |
| 9     | "Spectacolul de păpuși"                             | Ellen S. Pressman    | Rob Des Hotel & Dean Batali     | 5 mai 1997       |
| 10    | "Coșmaruri"                                         | Bruce Seth Green     | Joss Whedon                     | 12 mai 1997      |
| 11    | "Ochii care nu se văd, se uită"                     | Reza Badiyi          | Joss Whedon                     | 19 mai 1997      |
| 12    | "Fata profeției"                                    | Joss Whedon          | Joss Whedon                     | 2 iunie 1997     |
| 0     | Episod Pilot                                        | Joss Whedon          | Joss Whedon                     | Nedifuzat        |

### Sezonul 2: 1997–1998
| Număr | Titlu                        | Regizor             | Scriitor                      | Data difuzării     |
| ----- | ---------------------------- | ------------------- | ----------------------------- | ------------------ |
| 1     | "Când era rea"               | Joss Whedon         | Joss Whedon                   | 15 septembrie 1997 |
| 2     | "Un pic de întrunire"        | Bruce Seth Green    | Ty King                       | 20 septembrie 1997 |
| 3     | "Școală din plin"            | John T. Kretchmer   | Joss Whedon & David Greenwalt | 29 septembrie 1997 |
| 4     | "Fata mumie"                 | Ellen S. Pressman   | Matt Kiene & Joe Reinkemeyer  | 6 octombrie 1997   |
| 5     | "Băiatul Reptilă"            | David Greenwalt     | David Greenwalt               | 13 octombrie 1997  |
| 6     | "Halloween"                  | Bruce Seth Green    | Carl Ellsworth                | 26 octombrie 1997  |
| 7     | "Minte-mă"                   | Joss Whedon         | Joss Whedon                   | 3 noiembrie 1997   |
| 8     | "Evul Mediu"                 | Bruce Seth Green    | Dean Batali & Rob Des Hotel   | 10 noiembrie 1997  |
| 9     | "Care mi-e replica (Part 1)" | David Solomon       | Howard Gordon & Marti Noxon   | 17 noiembrie 1997  |
| 10    | "Care mi-e replica (Part 2)" | David Semel         | Marti Noxon                   | 24 noiembrie 1997  |
| 11    | "Ted"                        | Bruce Seth Green    | David Greenwalt & Joss Whedon | 8 decembrie 1997   |
| 12    | "O lecție"                   | David Greenwalt     | Marti Noxon                   | 12 ianuarie 1998   |
| 13    | "Surpriză"                   | Michael Lange       | Marti Noxon                   | 19 ianuarie 1998   |
| 14    | "Inocență"                   | Joss Whedon         | Joss Whedon                   | 20 ianuarie 1998   |
| 15    | "Faze"                       | Bruce Seth Green    | Rob Des Hotel & Dean Batali   | 27 ianuarie 1998   |
| 16    | "Vrăjit, deranjat și năucit" | James A. Contner    | Marti Noxon                   | 10 februarie 1998  |
| 17    | "Pasiune"                    | Michael Gershman    | Ty King                       | 24 februarie 1998  |
| 18    | "Ucis de moarte"             | Deran Sarafian      | Rob Des Hotel & Dean Batali   | 3 martie 1998      |
| 19    | "Ochi doar pentru tine"      | James Whitmore, Jr. | Marti Noxon                   | 28 aprilie 1998    |
| 20    | "Pescuiește"                 | David Semel         | David Fury & Elin Hampton     | 5 mai 1998         |
| 21    | "Devenire (Part 1)"          | Joss Whedon         | Joss Whedon                   | 12 mai 1998        |
| 22    | "Devenire (Part 1)"          | Joss Whedon         | Joss Whedon                   | 19 mai 1998        |

### Sezonul 3: 1998–1999
| Număr | Titlu                        | Regizor             | Scriitor                        | Data de difuzare!  |
| ----- | ---------------------------- | ------------------- | ------------------------------- | ------------------ |
| 1     | "Anne"                       | Joss Whedon         | Joss Whedon                     | 29 septembrie 1998 |
| 2     | "Cheful omului mort"         | James Whitmore, Jr. | Marti Noxon                     | 6 octombrie 1998   |
| 3     | "Credință, speranță și truc" | James A. Contner    | David Greenwalt                 | 13 octombrie 1998  |
| 4     | "Frumoasa și bestiile"       | James Whitmore, Jr. | Marti Noxon                     | 20 octombrie 1998  |
| 5     | "Petrecerea"                 | David Greenwalt     | David Greenwalt                 | 3 noiembrie 1998   |
| 6     | "Dulciuri rele"              | Michael Lange       | Jane Espenson                   | 10 Noiembrie 1998  |
| 7     | "Revelații"                  | James A. Contner    | Douglas Petrie                  | 17 noiembrie 1998  |
| 8     | "Cuplul"                     | David Semel         | Dan Vebber                      | 24 Noiembrie 1998  |
| 9     | "Dorința"                    | David Greenwalt     | Marti Noxon                     | 8 decembrie 1998   |
| 10    | "Împăcări"                   | Joss Whedon         | Joss Whedon                     | 15 decembrie 1998  |
| 11    | "Turtă dulce"                | James Whitmore, Jr. | Thania St. John & Jane Espenson | 12 ianuarie 1999   |
| 12    | "Neajutorat"                 | James A. Contner    | David Fury                      | 19 ianuarie 1999   |
| 13    | "Zeppo-ul"                   | James Whitmore, Jr. | Dan Vebber                      | 26 ianuarie 1999   |
| 14    | "Fete rele"                  | Michael Lange       | Douglas Petrie                  | 9 februarie 1999   |
| 15    | "Consecințe"                 | Michael Gershman    | Marti Noxon                     | 16 Febriarie 1999  |
| 16    | "Copia"                      | Joss Whedon         | Joss Whedon                     | 23 februarie 1999  |
| 17    | "Dușmani"                    | David Grossman      | Douglas Petrie                  | 16 martie 1999     |
| 18    | "Aproape"                    | Regis Kimble        | Jane Espenson                   | 21 septembrie 1999 |
| 19    | "Alegeri"                    | James A. Contner    | David Fury                      | 4 mai 1999         |
| 20    | "Banchetul"                  | David Solomon       | Marti Noxon                     | 11 mai 1999        |
| 21    | "Ziua absolvirii (Part 1)"   | Joss Whedon         | Joss Whedon                     | 18 mai 1999        |
| 22    | "Ziua absolvirii (Part 2)"   | Joss Whedon         | Joss Whedon                     | 13 iulie 1999      |

### Sezonul 4: 1999–2000
| Număr | Titlu                       | Regizor          | Scriitor                                 | Data difuzării    |  |
| ----- | --------------------------- | ---------------- | ---------------------------------------- | ----------------- |  |
| 1     | "Bobocul"                   | Joss Whedon      | Joss Whedon                              | 5 octombrie 1999  |  |
| 2     | "Condiții de locuire"       | David Grossman   | Marti Noxon                              | 12 octombrie 1999 |  |
| 3     | "Lumina crudă a zilei"      | James A. Contner | Jane Espenson                            | 19 octombrie 1999 |  |
| 4     | "Frica însăși"              | Tucker Gates     | David Fury                               | 26 octombrie 1999 |  |
| 5     | "Bere rea"                  | David Solomon    | Tracey Forbes                            | 2 noiembrie 1999  |  |
| 6     | "Suflet nebun"              | David Grossman   | Marti Noxon                              | 9 noiembrie 1999  |  |
| 7     | "Inițiativa"                | James A. Contner | Douglas Petrie                           | 16 noiembrie 1999 |  |
| 8     | "Junghi"                    | Michael Lange    | Jane Espenson                            | 23 noiembrie 1999 |  |
| 9     | "De nuntă"                  | Nick Marck       | Tracey Forbes                            | 30 noiembrie 1999 |  |
| 10    | "Shh"                       | Joss Whedon      | Joss Whedon                              | 14 decembrie 1999 |  |
| 11    | "Blestemat"                 | James A. Contner | Marti Noxon & David Fury & Jane Espenson | 18 ianuarie 2000  |  |
| 12    | "Un om nou"                 | Michael Gershman | Jane Espenson                            | 25 ianuarie 2000  |  |
| 13    | "Eu-ul din echipă"          | James A. Contner | David Fury                               | 8 februarie 2000  |  |
| 14    | "Goodbye Iowa"              | David Solomon    | Marti Noxon                              | 15 februarie 2000 |  |
| 15    | "Fata anului" (Part 1)      | Michael Gershman | Douglas Petrie                           | 22 februarie 2000 |  |
| 16    | "Cine ești" (Part 2)        | Joss Whedon      | Joss Whedon                              | 29 februarie 2000 |  |
| 17    | "Superstar"                 | David Grossman   | Jane Espenson                            | 4 aprilie 2000    |  |
| 18    | "Where the Wild Things Are" | David Solomon    | Tracey Forbes                            | 25 aprilie 2000   |  |
| 19    | "Lună nouă"                 | James A. Contner | Marti Noxon                              | 2 mai 2000        |  |
| 20    | "Factorul Yoko" (Part 1)    | David Grossman   | Douglas Petrie                           | 9 mai 2000        |  |
| 21    | "Primitiv" (Part 2)         | James A. Contner | David Fury                               | 16 mai 2000       |  |
| 22    | "Neliniștit"                | Joss Whedon      | Joss Whedon                              | 23 mai 2000       |  |

### Sezonul 5: 2000–2001
| Număr | Titlu                     | Regizor            | Scriitor                       | Data de difuzare   |
| ----- | ------------------------- | ------------------ | ------------------------------ | ------------------ |
| 1     | "Buffy vs. Dracula"       | David Solomon      | Marti Noxon                    | 26 septembrie 2000 |
| 2     | "Adevătatul eu"           | David Grossman     | David Fury                     | 3 octombrie 2000   |
| 3     | "Substitutul"             | James A. Contner   | Jane Espenson                  | 10 octombrie 2000  |
| 4     | "Ieșit din minți"         | David Grossman     | Rebecca Rand Kirshner          | 17 octombrie 2000  |
| 5     | "Nicăieri nu-i ca acasă"  | David Solomon      | Douglas Petrie                 | 24 octombrie 2000  |
| 6     | "Familie"                 | Joss Whedon        | Joss Whedon                    | 7 noiembrie 2000   |
| 7     | "Nebun după iubire"       | Nick Marck         | Douglas Petrie                 | 14 noiembrie 2000  |
| 8     | "Umbra"                   | Dan Attias         | David Fury                     | 21 noiembrie 2000  |
| 9     | "Ascultând frica"         | David Solomon      | Rebecca Rand Kirshner          | 28 noiembrie 2000  |
| 10    | "În pădure"               | Marti Noxon        | Marti Noxon                    | 19 decembrie 2000  |
| 11    | "Triunghiul"              | Christopher Hibler | Jane Espenson                  | 9 ianuarie 2001    |
| 12    | "Checkpoint"              | Nick Marck         | Douglas Petrie & Jane Espenson | 23 ianuarie 2001   |
| 13    | "Legături de sânge"       | Michael Gershman   | Steven S. DeKnight             | 6 februarie 2001   |
| 14    | "Crush"                   | Dan Attias         | David Fury                     | 13 februarie 2001  |
| 15    | "Făcut să te iubesc"      | James A. Contner   | Jane Espenson                  | 20 Februarie2001   |
| 16    | "Trupul"                  | Joss Whedon        | Joss Whedon                    | 27 februarie 2001  |
| 17    | "Pentru totdeauna"        | Marti Noxon        | Marti Noxon                    | 17 aprilie 2001    |
| 18    | "Intervenția"             | Michael Gershman   | Jane Espenson                  | 24 aprilie 2001    |
| 19    | "Iubire dificilă"         | David Grossman     | Rebecca Rand Kirshner          | 1 mai 2001         |
| 20    | "Spiral"                  | James A. Contner   | Steven S. DeKnight             | 8 mai 2001         |
| 21    | "The Weight of the World" | David Solomon      | Douglas Petrie                 | 15 mai 2001        |
| 22    | "The Gift"                | Joss Whedon        | Joss Whedon                    | 22 mai 2001        |

### Sezonul 6: 2001–2002
| Număr | Titlu                     | Regizor          | Scriitor                       | Data difuzării    |
| ----- | ------------------------- | ---------------- | ------------------------------ | ----------------- |
| 1     | "Negocierea(Part 1)"      | David Grossman   | Marti Noxon                    | 2 octombrie 2001  |
| 2     | " Negocierea (Part 2)"    | David Grossman   | David Fury                     | 2 octombrie 2001  |
| 3     | "Viața de apoi"           | David Solomon    | Jane Espenson                  | 9 octombrie 2001  |
| 4     | "Copleșit"                | Douglas Petrie   | Jane Espenson & Douglas Petrie | 16 octombrie 2001 |
| 5     | "Life Serial"             | Nick Marck       | David Fury & Jane Espenson     | 23 octombrie 2001 |
| 6     | "Cu totul"                | David Solomon    | Steven S. DeKnight             | 30 octombrie 2001 |
| 7     | "Once More, with Feeling" | Joss Whedon      | Joss Whedon                    | 6 Noiembrie 2001  |
| 8     | "Tabula Rasa"             | David Grossman   | Rebecca Rand Kirshner          | 13 Noiembrie 2001 |
| 9     | "Izbit"                   | Turi Meyer       | Drew Z. Greenberg              | 20 Noiembrie 2001 |
| 10    | "Distrus"                 | David Solomon    | Marti Noxon                    | 27 Noiembrie 2001 |
| 11    | "Plecat"                  | David Fury       | David Fury                     | 8 ianuarie 2002   |
| 12    | "Doublemeat Palace"       | Nick Marck       | Jane Espenson                  | 29 Ianuarie 2002  |
| 13    | "Lucruri moarte"          | James A. Contner | Steven S. DeKnight             | 5 februarie 2002  |
| 14    | "Mai vechi și departe"    | Michael Gershman | Drew Z. Greenberg              | 12 Februarie 2002 |
| 15    | "Să trăiți!"              | Douglas Petrie   | Douglas Petrie                 | 26 Februarie 2002 |
| 16    | "Hell's Bells"            | David Solomon    | Rebecca Rand Kirshner          | 5 martie 2002     |
| 17    | "Normal Din Nou"          | Rick Rosenthal   | Diego Gutierrez                | 12 Martie 2002    |
| 18    | "Entropie"                | James A. Contner | Drew Z. Greenberg              | 30 aprilie 2002   |
| 19    | "Nebun de furie"          | Michael Gershman | Steven S. DeKnight             | 7 mai 2002        |
| 20    | "Ticăloși"                | David Solomon    | Marti Noxon                    | 14 mai 2002       |
| 21    | "Două la pachet" (Part 1) | Bill L. Norton   | Douglas Petrie                 | 21 mai 2002       |
| 22    | "Mormântul" (Part 2)      | James A. Contner | David Fury                     | 21 mai 2002       |

### Sezonul 7: 2002–2003
| Număr | Titlu                            | Regizor          | Scriitor                         | Data de difuzare   |
| ----- | -------------------------------- | ---------------- | -------------------------------- | ------------------ |
| 1     | "Lecții"                         | David Solomon    | Joss Whedon                      | 24 septembrie 2002 |
| 2     | "Nedemn"                         | Nick Marck       | Douglas Petrie                   | 1 octombrie 2002   |
| 3     | "Același loc, aceeași oră"       | James A. Contner | Jane Espenson                    | 8 octombrie 2002   |
| 4     | "Ajutor"                         | Rick Rosenthal   | Rebecca Rand Kirshner            | 15 octombrie 2002  |
| 5     | "Altruist"                       | David Solomon    | Drew Goddard                     | 22 octombrie 2002  |
| 6     | "El"                             | Michael Gershman | Drew Z. Greenberg                | 5 noiembrie 2002   |
| 7     | "Conversations with Dead People" | Nick Marck       | Jane Espenson & Drew Goddard     | 12 noiembrie 2002  |
| 8     | "Adormitul"                      | Alan J. Levi     | David Fury & Jane Espenson       | 19 noiembrie 2002  |
| 9     | "Nu mă lăsa"                     | David Solomon    | Drew Goddard                     | 26 noiembrie 2002  |
| 10    | "Bring on the Night"             | David Grossman   | Marti Noxon and Douglas Petrie   | 17 decembrie 2002  |
| 11    | "Showtime"                       | Michael Grossman | David Fury                       | 7 ianuarie 2003    |
| 12    | "Potențial"                      | James A. Contner | Rebecca Rand Kirshner            | 21 ianuarie 2003   |
| 13    | "Criminalul dinăuntru"           | David Solomon    | Drew Z. Greenberg                | 4 februarie 2003   |
| 14    | "Prima întâlnire"                | David Grossman   | Jane Espenson                    | 11 februarie 2003  |
| 15    | "Termină"                        | Douglas Petrie   | Douglas Petrie                   | 18 februarie 2003  |
| 16    | "Storyteller"                    | Marita Grabiak   | Jane Espenson                    | 25 februarie 2003  |
| 17    | "Minciuni spuse de părinți"      | David Fury       | David Fury & Drew Goddard        | 25 Martie2003      |
| 18    | "Dirty Girls"                    | Michael Gershman | Drew Goddard                     | 15 aprilie 2003    |
| 19    | "Locuri goale"                   | James A. Contner | Drew Z. Greenberg                | 29 aprilie 2003    |
| 20    | "Touched"                        | David Solomon    | Rebecca Rand Kirshner            | 6 mai 2003         |
| 21    | "Sfârșitul zilelor"              | Marita Grabiak   | Douglas Petrie and Jane Espenson | 13 mai 2003        |
| 22    | "Aleși"                          | Joss Whedon      | Joss Whedon                      | 20 mai 2003        |